# Ewige Richtung
Die Ewige Richtung war ein Friedens- und Bündnisvertrag, den die acht Orte der Alten Eidgenossenschaft 1474 mit Herzog Sigismund von Tirol abschlossen. Mit diesem Vertrag wurden die seit 1291 andauernden militärischen Auseinandersetzungen zwischen dem Haus Habsburg und den Schweizern vorerst beendet.
Als Vermittler hatten beide Parteien den französischen König Ludwig XI. gewählt. Verhandelt wurde in Konstanz unter Vermittlung von Bischof Hermann III. von Breitenlandenberg. Eine erste Version der Einigung war am 30. März 1474 fertiggestellt, es dauerte jedoch noch bis Anfang 1475, ehe Ludwig XI. die endgültige Fassung des Vertrages ratifizieren konnte.

## Vorgeschichte
Bereits seit 1291 gab es andauernde militärische Auseinandersetzungen zwischen dem Haus Habsburg und den Orten der Alten Eidgenossenschaft, im 14. Jahrhundert und 15. Jahrhundert waren dies u. a. die Schlacht am Morgarten 1315, die Schlacht bei Sempach 1386 (mit dem Mythos von Arnold Winkelried), die Eroberung des Aargaus und Thurgaus 1415 und der Alte Zürichkrieg.
Karl der Kühne hatte sich am 9. Mai 1469 im Vertrag von Saint-Omer verpflichtet, Herzog Siegmund von Österreich, Regent von Tirol und Vorderösterreich, im Austausch gegen die Verpfändung der habsburgischen Besitzungen im Elsass und im Breisgau in seinem Kampf gegen die Eidgenossen zu unterstützen. Siegmund hoffte, so die verlorenen Gebiete im Aargau und im Thurgau wieder zu gewinnen. Die vier Reichsstädte Straßburg, Basel, Colmar und Schlettstadt reagierten auf den Vertrag 1473 mit dem Bündnisprojekt der Niederen Vereinigung, das gegen die Expansionspolitik des Herzogs Karl „des Kühnen“ von Burgund gerichtet war. Kaisersberg, Oberehnheim (Obernai) und weitere Städte beantragten 1474 ebenfalls Aufnahme.
Sukzessive schlossen sich den Reichsstädten weitere Partner an, so kleinere elsässische Städte und die Bischöfe von Straßburg und Basel und am 31. März 1474 für zehn Jahre auch die Acht Orte der Alten Eidgenossenschaft. Nach Verhandlungen in Konstanz wurde das Bündnis schließlich noch um Herzog Siegmund von Österreich erweitert, dem die Reichsstädte 76.000 Gulden vorstreckten, um die verpfändeten Gebiete auszulösen. In diesem Rahmen kam es auch zur vorläufigen Versöhnung zwischen Siegmund und den Eidgenossen.

## Inhalt
Die acht eidgenössischen Orte und Sigismund einigten sich zunächst, den Krieg zu beenden. Beide Parteien garantierten einander den territorialen Besitzstand, wie er sich 1474 darstellte. Hinzu kamen flankierende Maßnahmen zur Regelung der beiderseitigen Beziehungen: So wurden als Schiedsrichter für mögliche künftige Konflikte die Städte Basel und Konstanz sowie die beiden dort residierenden Bischöfe gewählt. Die Eidgenossen versprachen dem Herzog Beistand, allerdings nur gegen Sold; gleiches wurde auch von Sigismund zugesagt. Die Eidgenossen verpflichteten sich zudem, alle Archivalien, welche sich auf die früheren österreichischen Besitzungen in der Schweiz bezogen, dem Haus Habsburg zurückzugeben. Die vier habsburgischen Städte am Hochrhein (Rheinfelden, Säckingen, Laufenburg und Waldshut) sollten den Vertrag beschwören und den Eidgenossen im Kriegsfall den Durchmarsch erlauben. Alle vergangenen Streitigkeiten und noch ungeklärten Konflikte wurden für nichtig erklärt. Die Übereinkunft sollte unbefristet für die acht Orte und den Herzog sowie dessen Erben gelten. Gegen diesen Artikel hat Sigismund lange Einspruch erhoben, aber Ludwig XI. entschied schließlich zugunsten der Eidgenossen. Alle zehn Jahre sollte der Vertrag neu beschworen werden.

## Nachwirkung
Der Vertrag wurde erst im Nachhinein als Ewige Richtung bezeichnet, obwohl es eben gerade nicht gelang, den habsburgisch-eidgenössischen Konflikt dauerhaft beizulegen. Nichtsdestoweniger war die Übereinkunft ein bedeutsamer Schritt zur Beendigung der alten Feindseligkeiten, auch wenn ein Mitglied des eidgenössischen Bundes – Unterwalden – das Abkommen nie ratifiziert hat.
Nicht nur in den eidgenössischen Orten, sondern auch bei den Habsburgern stieß die Ewige Richtung auf Kritik. Kaiser Friedrich III. weigerte sich, den Text als für das gesamte habsburgische Herrscherhaus bindend anzuerkennen.
Es brauchte noch mehrere Anläufe, ehe die habsburgisch-eidgenössischen Beziehungen Anfang des 16. Jahrhunderts in stabile und friedliche Bahnen gelenkt werden konnten. (→ Erbeinung (Schweiz))